# Benedicta Boccoli
Benedicta Boccoli (Milà, Llombardia, 11 de novembre del 1966) és una actriu italiana. Nascuda a Milà el 1966, es va traslladar amb la família a Roma. Va començar a treballar molt jove en la televisió, el 1983, el programa Pronto, chi gioca? amb la seva germana Brigitta Boccoli.

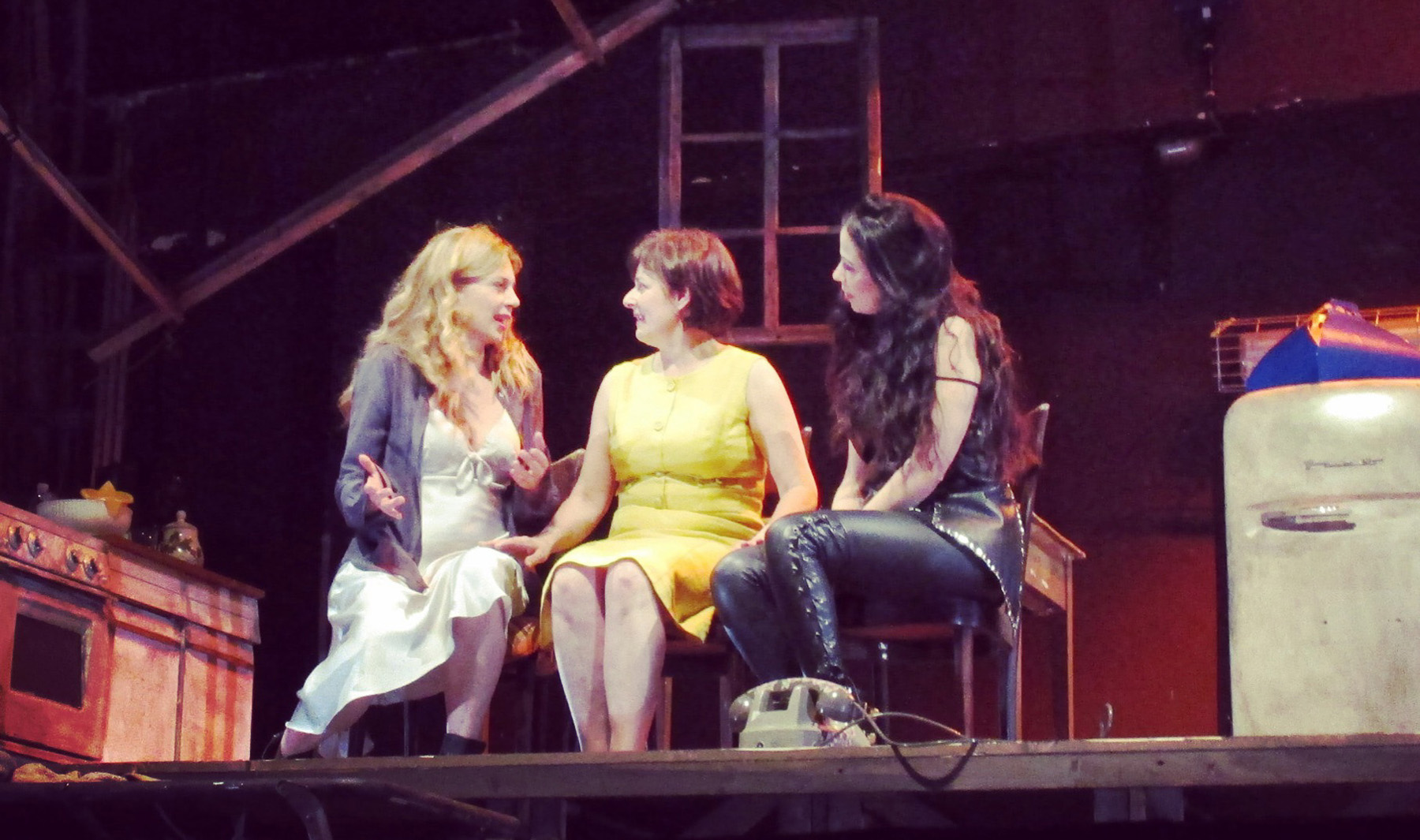
Amb Paola Bonesi i Fulvia Lorenzetti interpretant Crimes of the heart, al Teatre San Babila a Milà, el 2015

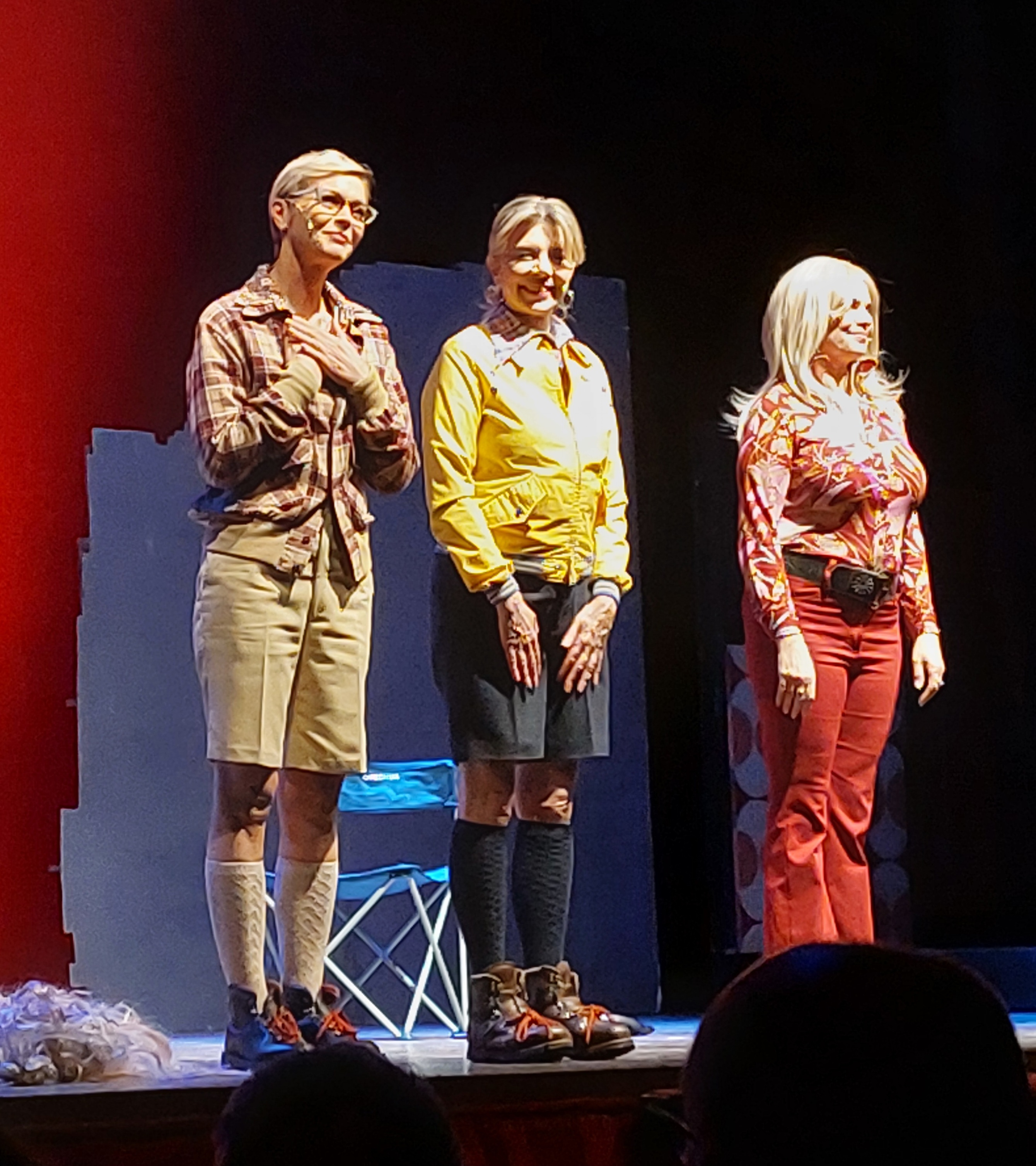
Amb Vittoria Belvedere (esquerra) i Debora Caprioglio (dreta) interpretant Donne in pericolo, al Teatre Sant Domènec a Crema, el 2024

És una actriu de cinema i televisió, tot i que després s'ha especialitzat en el teatre. També va ser locutora de ràdio en emissores privades i a Ràdio Rai. Tots els dilluns, en col·laboració amb Massimiliano Giovanetti, escriu a la premsa Il Fatto Quotidiano, el diari personal «Cosa resterà», la història d'una adolescent de la dècada de 1980.

## Teatre
- Spirito Allegro de Noël Coward, director Franco Però (1992/1993)[5]
- Cantando Cantando de Maurizio Micheli, amb Maurizio Micheli, Aldo Ralli i Gianluca Guidi (1994/1995)[6]
- Buonanotte Bettina, de Garinei e Giovannini, director Fenzi, amb Maurizio Micheli, Aldo Ralli i Miranda Martino (1995/1996/1997)
- Can Can - Musical de Abe Burrows, director Gino Landi, amb Mino Bellei i Corrado Tedeschi (1998/1999)
- Orfeo all'inferno - Opera de Jacques Offenbach (1999) - Tersicore
- Polvere di stelle, director Marco Mattolini (2000/2001/2002) - Inspirat en Polvere di stelle de Alberto Sordi
- Le Pillole d'Ercole de Maurice Hennequin i Paul Bilhaud, director Maurizio Nichetti (2002/2003/2004)
- Anfitrione (de Plaute), director Michele Mirabella (2004)
- Stalker de Rebecca Gilmann, director Marcello Cotugno (2004)
- Pluto (d'Aristòfanes), director Michele Mirabella (2004)
- Fiore di cactus de Pierre Barillet i Jean-Pierre Grédy, director Tonino Pulci (2004/2005/2006)
- Prova a farmi ridere de Alan Aykbourn, director Maurizio Micheli, amb Pino Quartullo (2006)
- Sunshine de William Mastrosimone, director Giorgio Albertazzi, amb Sebastiano Somma (2007/2009) - Prima atùra
- L'Appartamento, de Billy Wilder, director Patrik Rossi Gastaldi, amb Massimo Dapporto (2010)
- Vite private, de Noël Coward, amb Corrado Tedeschi (2012-2013)
- Dis-order, de Neil LaBute, dir. Marcello Cotugno, con Claudio Botosso - 2014
- Incubi d'Amore, de Augusto Fornari, Toni Fornari, Andrea Maia, Vincenzo Sinopoli, dir. Augusto Fornari, con Sebastiano Somma y Morgana Forcella - 2014
- Crimes of the Heart, de Beth Henley, dir. Marco Mattolini - 2015
- A Room with a View, de E. M. Forster, dir. Stefano Artissunch - 2016
- Flor de cactus de Pierre Barillet i Jean-Pierre Grédy, dir. Piergiorgio Piccoli i Aristide Genovese - 2016
- Il più brutto week-end della nostra vita de Norm Foster, dir. Maurizio Micheli - 2016
- La prova de Jordi Vallejo, dir. Roberto Ciufoli - 2019-2020;[7][8]
- Su con la vita de Maurizio Micheli, dir. Maurizio Micheli - 2020;[9][10]
- Les Précieuses ridicules text lliurement adaptat de Molière, dirigida per Stefano Artissunch, amb Lorenza Mario i Stefano Artissunch - 2023;[11]

## Cinema
- Gli angeli di Borsellino, director Rocco Cesareo (2003)
- Valzer, director Salvatore Maira (2007)
- Pietralata, director Gianni Leacche (2008)
- Ciao Brother, dir. Nicola Barnaba (2016)

## Curtmetratge
- La confessione, (La confessió) dir. Benedicta Boccoli (2020);[12][13]
- Come un fiore, (Com una flor) escrit i dirigit per Benedicta Boccoli, sobre la conscienciació per a la prevenció del càncer de mama i l'acceptació del propi cos (2023);[14]